# Departamento San Carlos (Mendoza)
San Carlos es uno de los 18 departamentos en los que se divide la provincia de Mendoza, Argentina. 
Es el segundo departamento más antiguo de la provincia, sólo después de la ciudad de Mendoza.

## Historia
Al fundarse la ciudad de Mendoza, Pedro del Castillo procedió a repartir tierras e indígenas, entregando las que actualmente pertenecen a San Carlos a Francisco de Urbina. En 1562, cuando Juan Jufré refundó Mendoza, se hizo un nuevo reparto de tierras, entregando las del valle de Uco a Diego de Velazco y, a título de "merced", le otorgó también el cacique Guariñay con sus indígenas y propiedades, y el cacique Cuco con todas las tierras que hoy conforman el valle que lleva su nombre. Con el transcurrir de los años, Velazco abandona la encomienda y se traslada al Perú donde muere. 
Con el correr de los años, aparecen las estancias, por compra o por herencia. Entre las más antiguas se encuentran El Cepillo, Cápiz, El Totoral, Paso de las Carretas, Aguanda y La Arboleda, que en 1632 le fue cedida a los padres jesuitas.
El fuerte de San Carlos fue fundado el 5 de febrero de 1770 y la Villa de San Carlos el 4 de noviembre de 1772 en un lugar llamado "La Isla", por estar ubicado entre los arroyos Yaucha y Aguanda, que se cierran formando el arroyo San Carlos, que desemboca en el río Tunuyán. En sus inicios, fue un fuerte de colonos españoles construido para luchar contra las hostilidades de los nativos de la zona. Según el acta de fundación de la Villa San Carlos, los primeros pobladores con títulos reales, fueron solamente 31 vecinos.

## Toponimia
Su nombre proviene del santo Carlos Borromeo a quien se venera todos los 4 de noviembre en la villa cabecera de este departamento. Otras fuentes creen que su nombre fue designado en honor al rey español Carlos III, fundador del Virreinato del Río de la Plata en 1776.

## Geografía

### Superficie y límites
El departamento tiene 11 578 kilómetros cuadrados y limita al norte con los departamentos Tupungato, Rivadavia y Tunuyán, al este con el departamento Santa Rosa, al sur con el departamento San Rafael y al oeste con la República de Chile.

### Población
Según el censo del INDEC en 2010 la población arrojó un resultado de 32 631 habitantes.
Para el censo 2022 el departamento registró 39 869 habitantes; lo que representó un aumento en la cantidad de personas del 22,2% mayor que el crecimiento poblacional provinciala situado en 17,5%.

### Sismicidad

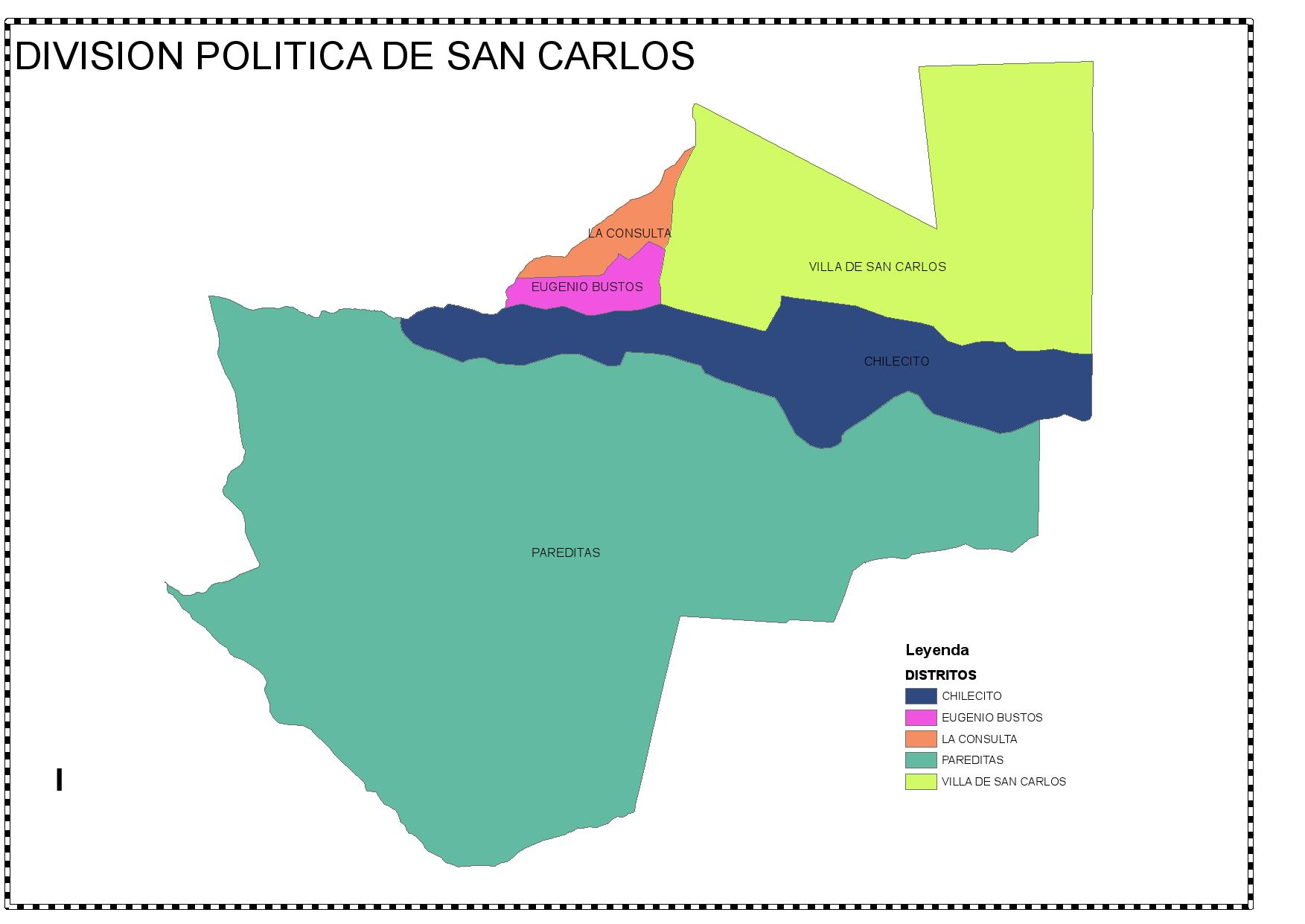
Distritos de San Carlos.

La sismicidad del área de Cuyo (centro oeste de Argentina) es frecuente y de intensidad muy alta, con un silencio sísmico de terremotos medios a graves cada 20 años.
- Sismo de 1861: aunque dicha actividad geológica catastrófica ocurre desde épocas prehistóricas, el terremoto del 20 de marzo de 1861 (164 años), con 12 000 muertes,[7] señaló un hito importante dentro de la historia de eventos sísmicos argentinos ya que fue el más fuerte registrado y documentado en el país. A partir del mismo los sucesivos gobiernos mendocinos y municipales han ido extremando cuidados y restringiendo los códigos de construcción.[6] Con el terremoto de San Juan del 15 de enero de 1944 (81 años) los gobiernos tomaron estado de la enorme gravedad crónica de sismos de la región.
- Sismo de 1920: de 6,8 de intensidad, destruyó parte de sus edificaciones y abrió numerosas grietas en la zona. Hubo 250 muertes por destrucción de casas de adobe[7][6]
- Sismo del sur de Mendoza de 1929: muy grave, y al no haber desarrollado ninguna medida preventiva, a pesar de haber transcurrido solo nueve años del anterior, mató a 30 habitantes por la caída de casas de adobe[6]
- Sismo de 1985: fue otro episodio grave,[8] de 9 s de duración, derrumbando el viejo Hospital del Carmen de Godoy Cruz.

### Departamento
La constitución provincial promulgada el 18 de noviembre de 1855 dividió el territorio de la provincia en cuatro departamentos: San Vicente (actual Godoy Cruz), San Carlos, San Martín y La Paz.
El territorio del departamento San Carlos fue dividido el 8 de noviembre de 1858 por decreto del gobernador Juan Cornelio Moyano para crear los departamentos de Tunuyán (con cabecera en la Villa de San Carlos) y Tupungato. El decreto fijó como límite entre ambos una línea recta que nacía de la cañada del Carrizal y se dirigía hacia el naciente. Un decreto de 22 de agosto de 1880 fijó las jurisdicciones de los dos departamentos. Por ley de 25 de noviembre de 1880 el entonces departamento Tunuyán pasó a denominarse San Carlos, mientras que el nombre Tunuyán pasó al nuevo departamento separado del de Tupungato. Una ley de 1887 renombró al departamento San Carlos como 9 de Julio, pero otra ley de 1893 le restituyó el nombre.
El 18 de diciembre de 2014, mediante el decreto 1512/14, fue creado el distrito de Tres Esquinas.
El día 7 de diciembre de 2021, mediante sesión extraordinaria, Villa Chacón fue proclamado como el nuevo distrito de San Carlos.

## Gobierno
Actualmente el intendente es Alejandro Morillas. 

### Intendentes desde 1922
| Nombre             | Periodo                                           | Partido               | Observaciones            |
| ------------------ | ------------------------------------------------- | --------------------- | ------------------------ |
| Román Celiz        | 1922 - 1922                                       | UCRL                  | Fallecimiento            |
| Juan Romero        | 1923 - 1924                                       | UCRL                  | Fallecimiento (suicidio) |
| Alberto Varas      | 1926 - 1928                                       | UCRL                  |                          |
| Alberto Varas      |                                                   |                       |                          |
| Jesús Negral       |                                                   |                       |                          |
| Jorge Difonso      | 10 de diciembre de 2015 - 10 de diciembre de 2019 | Unión Popular Federal |                          |
| Rolando Scanio     | 10 de diciembre de 2019 - 10 de diciembre de 2023 | Unión Popular Federal |                          |
| Alejandro Morillas | 10 de diciembre de 2023 - 10 de diciembre de 2027 | Unión Popular Federal |                          |

### Concejo Deliberante
El Honorable concejo Deliberante de San Carlos está compuesto por los siguientes concejales, para el periodo 2023-2025:
- Frente Cambia Mendoza: Agustina Testa, Cecilia Coronel, Silvina Córdoba y Teddy Gallerani.
- Frente Encuentro por San Carlos: Ariel Méndez, Ariel Martini y Daniela Noemí Sancho
- Partido Verde: Leonor Bianchetti y Luis Ariel Granados.
- Frente Elegí: Verónica Diez

## Economía
Destacan la actividad agroindustrial, como el envasado de tomate entero, en puré y concentrado, la producción de manzanas de calidad, aromáticas para exportación y la obtención de uvas de excelentes cepajes que dan lugar a la industria madre: la vitivinicultura con vinos de renombre internacional elaborados en origen. En los últimos años, ha experimentado un importante crecimiento turístico debido a sus bellos recursos naturales, como la laguna del Diamante, ubicada en el distrito de Pareditas a 70 km del pueblo, declarada Reserva Hídrica en custodia de los glaciares que dan origen a los cursos de agua de superficie y napas subterráneas que irrigan, cuenca abajo, el oasis del Valle de Uco.

### La cuestión minera
En defensa de la calidad de vida, los pobladores se han manifestado en contra de los proyectos de mega explotaciones mineras de oro y cobre en las entrañas de la cordillera de los Andes, debido a que la tecnología que se está usando en otros sitios de Argentina por parte de las mismas empresas que pretenden radicarse en San Carlos (como Bajo de la Alumbrera -Catamarca- y Veladero -San Juan-) ponen en alto riesgo la calidad y la cantidad de agua disponible en este desierto andino y que luego se usan para consumo humano y agrícola. Las principales causas de la negativa, radican en que este tipo de minería (a cielo abierto y con lixiviación de minerales) generan drenajes de químicos ácidos que impactan en suelo, aire y agua. Sumado al basto paquete legislativo que la convierte en una actividad, no solo contaminante, sino también en secante de recursos hídricos y saqueante de recursos metalíferos nacionales. La población, bien informada y consciente de los potenciales riesgos, actuó en forma preventiva, contando hoy con leyes provinciales y ordenanzas municipales que custodian el recurso natural y comunitario agua, que es sinónimo de calidad de vida.

## Fiestas populares
- Fiesta Provincial de la Tradición (Villa San Carlos)
- Fiesta Departamental de la Vendimia (Villa San Carlos)
- Fiesta Nacional del Orégano (Pareditas)
- Fiesta del Tomate y la Producción (La Consulta)
- Carnaval de Antaño (La Consulta)
- Fiesta del Agua y la Producción (Chilecito)